# كونراد بارنارد
كونراد بارنارد (بالإنجليزية: Conrad Barnard)‏ هو لاعب اتحاد الرغبي جنوب أفريقي، ولد في 27 يوليو 1979 في بورت إليزابيث في جنوب أفريقيا.

## وصلات خارجية
- كونراد بارنارد على موقع ItsRugby.co.uk (الإنجليزية)